# Axel Jacobsen
Axel Jacobsen (Necochea, Argentina, 10 de julho de 1984) é um voleibolista profissional sérvio, jogador posição levantador.

## Títulos
Clubes
Campeonato Dinamarquês:
- 2005

Liga da Europa Central (MEVZA):
- 2007, 2008

Campeonato da Áustria:
- 2007, 2008

Copa ACLAV:
- 2015[2], 2016

Campeonato Argentino:
- 2016, 2017
- 2015

Campeonato Mundial de Clubes:
- 2015

Campeonato Sul-Americano de Clubes:
- 2017
- 2016

Copa Israel:
- 2018

Campeonato de Israel:
- 2018

Copa da Liga Helênica:
- 2020, 2022

Campeonato da Grécia:
- 2020, 2022
- 2021